# Jonathan Hardy
Jonathan Hardy (* 20. September 1940 in Wellington, Neuseeland; † 30. Juli 2012 in New South Wales, Australien) war ein australischer Film- und Theaterschauspieler sowie Drehbuchautor.

## Leben
Hardy studierte an der London Academy of Music and Dramatic Art, kehrte in den frühen 1970er-Jahre nach Australien zurück und begann als Fernseh- und Filmschauspieler zu arbeiten. Zu seinen bekanntesten Rollen zählt der finstere Polizeichef in dem Actionklassiker Mad Max von 1979. Außerdem war er jahrzehntelang als Theaterschauspieler aktiv.
Im Jahr 1980 trat er mit dem Film Der Fall des Lieutnant Morant erstmals als Drehbuchautor in Erscheinung. Bei der Oscarverleihung 1981 war er gemeinsam mit David Stevens und Bruce Beresford für die Arbeit an dem Drehbuch zu Der Fall des Lieutnant Morant für den Oscar in der Kategorie Bestes adaptiertes Drehbuch nominiert. Im Jahr zuvor wurden sie für ihre Arbeit  mit dem Australian Film Institute Award des Australian Film Institute ausgezeichnet.
1988 wurde er der von ihm inszenierte Film Backstage – Hinter der Bühne veröffentlicht, seine einzige Regiearbeit.
In den Jahren 1999 bis 2003 wirkte er als Sprecher der Figur Rygel XVI an der Serie Farscape mit.

## Filmografie (Auswahl)

### Als Schauspieler
- 1972: Mandog (Fernsehserie, 5 Folgen)
- 1972: The Adventures of Barry McKenzie
- 1974: Moving On
- 1976: Spielplatz des Teufels (The Devil’s Playground)
- 1976: Andra (Fernsehserie, 6 Folgen)
- 1976: Power Without Glory (Miniserie, 3 Folgen)
- 1977: Der verbotene Baum (The Mango Tree)
- 1977: The Trial of Ned Kelly (Trial of Ned Kelly, Fernsehfilm)
- 1978: Against the Wind (Miniserie, Folge 1x09)
- 1978: Die Sullivans (The Sullivans, Fernsehserie, Folge 1x371)
- 1979: Mad Max
- 1979: Twenty Good Years (Fernsehserie, 6 Folgen)
- 1982: Schatten des Schreckens (The Scarecrow)
- 1982: Lonely Hearts
- 1984: Robot Maniac (Death Warmed Up)
- 1985: Wills & Burke
- 1985: In guten und in schlechten Zeiten (My Letter to George)
- 1985: Lie of the Land (The Lie of the Land)
- 1989: In geheimer Mission (Mission: Impossible, Fernsehserie, Folge 1x18)
- 1989: The Delinquents – Sie sind jung und wollen frei sein (The Delinquents)
- 1990: Red Moon (Bloodmoon)
- 1990: Die fliegenden Ärzte (The Flying Doctors, Fernsehserie, Folge 6x07)
- 1990: More Winners: His Master's Ghost (Fernsehfilm)
- 1990: Das Buschkrankenhaus (A Country Practice, Fernsehserie, Folge 10x68)
- 1993: The Nostradamus Kid
- 1995: Achtung: Streng geheim! (Mission Top Secret, Fernsehserie, Folge 2x06 Der Spielzeugmacher)
- 1995: Mord bizarr (Tunnel Vision)
- 1996: Die Dornenvögel: Die verlorenen Jahre (The Thorn Birds: The Missing Years, Fernsehfilm)
- 1996: Snowy River (Snowy River: The McGregor Saga, Fernsehserie, Folge 2x18)
- 1996: Mr. Reliable
- 1997: Dust Off the Wings
- 1998: All Saints (Fernsehserie, Folge 1x41)
- 1998: Coroner – Im Dienst der Gerechtigkeit (State Coroner, Fernsehserie, Folge 2x13)
- 1999–2003: Farscape (Fernsehserie, 84 Folgen, Sprechrolle)
- 2000: Above the Law (Fernsehserie, Folge 1x12)
- 2000: Camping with Camus (Kurzfilm)
- 2001: Moulin Rouge
- 2003: Gesetzlos – Die Geschichte des Ned Kelly (Ned Kelly)
- 2003: Medical Defence Australia (MDA, Fernsehserie, 2 Folgen)
- 2006: Wishbone
- 2012: Magical Tales (Fernsehserie, Folge 3x22)

### Hinter der Kamera
- 1980: Der Fall des Lieutnant Morant (Breaker Morant, nur Drehbuch)
- 1988: Backstage – Hinter der Bühne (Backstage, Drehbuch und Regie)
- 2006: Wishbone (nur Drehbuch)